# Lesió elemental dermatològica
Les lesions [elementals] cutànies o lesions [elementals] de la pell són les denominacions que reben els trastorns cutanis segons l'aspecte de la lesió a la inspecció dermatològica:
- Les lesions primàries són les que es formen sobre la pell sana.
- Les lesions secundàries es formen a partir d'una alteració prèvia.

## Lesions primàries
- Eritema: coloració rosada o vermellosa que sol adoptar la pell davant fenòmens de vasodilatació.
- Màcula: un canvi de color de la superfície, sense elevació ni depressió i, per tant, no palpable, ben o mal definida,[1] de diferents mides.
- Pàpula: una elevació circumscrita i sòlida de la pell, que varia en mida de menys de 10 mm de diàmetre en el punt més ample.[2]
- Placa: una pàpula igual o superior a 10 mm, pot ser per confluència vàries pàpules.[2][3]
- Nòdul [cutani/subcutani]: és un tumor palpable situat fonamentalment a la derma, poc visible.[4]
- Tumor [a la pell]: Semblant a un nòdul, però visible, en afectar l'epidermis.[4]
- Butllofa: una elevació de la pell plena de líquid[5] i quan és igual o superior a 5 mm.[1][6]
- Vesícula: una petita butllofa,[5] inferior a 5 mm.[1]
- Pústula: una petita butllofa o vesícula plena de pus (cèl·lules inflamatòries necròtiques).[2]
- Quist [a la pell]: una cavitat revestida d'epiteli.[1]
- Favassa  o guirola: una pàpula o placa de color vermell pàl·lid, arrodonida o plana, que és característicament evanescent, que desapareix en 24 a 48 hores. La pell aixecada temporalment al lloc d'una injecció intradèrmica (ID) correctament administrada també s'anomena guirola, i el procés d'injecció d'ID en si mateix es coneix sovint com a simple "aixecar un rosset" en els textos mèdics.[1]
- Equimosi: una extravasació de sang sota la pell, es produeixen com a resultat de la força contundent que s'aplica al cos amb objectes allargats sense vores afilades. Similars són la petèquia, més petita; i hematoma subcutani, ja gran, i quan ocasiona una elevació de la pell.
- Telangièctasi: representa un engrandiment dels vasos sanguinis superficials fins al punt de ser visibles.[3]
- Túnel: un cau que apareix com una línia tortuosa, grisenca i lleugerament elevada a la pell, i és causada per organismes excavadors.[3][2]

## Lesions secundàries
- Escata: masses laminades seques o greixoses de queratina,[2] de l'estrat corni.[3]
- Barb: seu seca generalment barrejada amb restes epitelials i de vegades bacterianes, als fol·licles pilosebacis[1]
- Excoriació: una abrasió puntejada o lineal produïda per mitjans mecànics (sovint rascat), que afecta només l'epidermis.[2][7]
- Erosió [a la pell]: una discontinuïtat de la pell que presenta una pèrdua de l'epidermis fins a la làmina basal;[8] és humida, circumscrita i generalment deprimida.[9][7]
- Úlcera [a la pell]: una discontinuïtat de la pell que presenta una pèrdua completa de l'epidermis i porcions de la dermis.[8][7]
- Fissura [cutània]: una discontinuïtat de la pell que sol ser estreta però profunda.[3][7]
- Liquenificació: un engruiximent de la pell que es caracteritza per prominència de les línies de la pell, per rascat o frec repetit.[4]
- Esclerosi: un enduriment difús d'una àrea de la pell que es deu a la proliferació del col·lagen, infiltració cel·lular o edema en dermis o teixit cel·lular subcutani i que es caracteritza per dificultat per plegar-se.[4]
- Atròfia [cutània]: una pèrdua de pell, i pot ser epidèrmica, dèrmica o subcutània.[2] Amb l'atròfia epidèrmica, la pell apareix prima, translúcida i arrugada.[3] En la dèrmica o subcutània, l'atròfia està representada per la depressió de la pell.[3]
- Maceració: suavització i blanquejament de la pell a causa d'estar constantment humida.
- Umbilicació: formació d'una depressió a la part superior d'una pàpula, vesícula o pústula.[10]
- Cicatriu: resultant del procés de cicatrització d'una ferida o una úlcera.